# West DeLand
West DeLand ist  ein census-designated place (CDP) im Volusia County im US-Bundesstaat Florida. Das U.S. Census Bureau hat bei der Volkszählung 2020 eine Einwohnerzahl von 3.908 ermittelt. 

## Geographie
West DeLand grenzt im Osten direkt an die Stadt DeLand und liegt etwa 40 km nördlich von Orlando. Der CDP wird von den Florida State Roads 15A und 44 durchquert bzw. tangiert.

## Demographische Daten
Laut der Volkszählung 2010 verteilten sich die damaligen 3535 Einwohner auf 1439 Haushalte. Die Bevölkerungsdichte lag bei 579,5 Einw./km². 84,9 % der Bevölkerung bezeichneten sich als Weiße, 7,0 % als Afroamerikaner, 0,3 % als Indianer und 0,8 % als Asian Americans. 4,3 % gaben die Angehörigkeit zu einer anderen Ethnie und 2,6 % zu mehreren Ethnien an. 12,2 % der Bevölkerung bestand aus Hispanics oder Latinos.
Im Jahr 2010 lebten in 33,1 % aller Haushalte Kinder unter 18 Jahren sowie 26,0 % aller Haushalte Personen mit mindestens 65 Jahren. 69,4 % der Haushalte waren Familienhaushalte (bestehend aus verheirateten Paaren mit oder ohne Nachkommen bzw. einem Elternteil mit Nachkomme). Die durchschnittliche Größe eines Haushalts lag bei 2,63 Personen und die durchschnittliche Familiengröße bei 3,03 Personen.
25,5 % der Bevölkerung waren jünger als 20 Jahre, 25,6 % waren 20 bis 39 Jahre alt, 29,1 % waren 40 bis 59 Jahre alt und 20,0 % waren mindestens 60 Jahre alt. Das mittlere Alter betrug 39 Jahre. 50,4 % der Bevölkerung waren männlich und 49,6 % weiblich.
Das durchschnittliche Jahreseinkommen lag bei 50.996 $, dabei lebten 17,2 % der Bevölkerung unter der Armutsgrenze.
Im Jahr 2000 war Englisch die Muttersprache von 91,87 % der Bevölkerung und spanisch sprachen 8,13 %.